# Горшков Геннадій Петрович
Геннадій Петрович Горшков (8 вересня 1953) — український футболіст, нападник.

## Життєпис
1970 року став гравцем «Авангарду», але по завершенні сезону команда з Жовтих Вод втратила професіональний статус. Наступні п'ять років виступав на аматорському рівні.
З 1976 по 1988 рік захищав кольори українських команд другої ліги нікопольського «Колоса», «Десни» (Чернігів) і кіровоградської «Зірки». Найрезультативніший гравець чернігівського клубу в чемпіонатах УРСР — 112 забитих м'ячів у 385 поєдинках. Посідає 14-те місце у «Клубі Євгена Дерев'яги» — списку найрезультативніших гравців чемпіонату УРСР (у рамках другої ліги) — 115 голів.
Частину сезону 1980 виступав за команду першої ліги — івано-франківський «Спартак». Останні два роки ігрової кар'єри провів у складі узбецької команди «Цілиник» (Турткуль) — 73 матчі, 12 голів.

## Статистика
| Сезон             | Команда                    | Ліга              | Ігри | Голи |
| ----------------- | -------------------------- | ----------------- | ---- | ---- |
| 1976              | «Колос» (Нікополь)         | D3                | 32   | 2    |
| 1977              | «Колос» (Нікополь)         | D3                | 16   | 0    |
| 1977              | «Десна» (Чернігів)         | D3                | 17   | 1    |
| 1978              | «Десна» (Чернігів)         | D3                | 38   | 5    |
| 1979              | «Десна» (Чернігів)         | D3                | 39   | 11   |
| 1980              | «Спартак» (Ів.-Франківськ) | D2                | 9    | 0    |
| 1980              | «Десна» (Чернігів)         | D3                | 37   | 10   |
| 1981              | «Десна» (Чернігів)         | D3                | 41   | 14   |
| 1982              | «Десна» (Чернігів)         | D3                | 42   | 14   |
| 1983              | «Десна» (Чернігів)         | D3                | 50   | 19   |
| 1984              | «Десна» (Чернігів)         | D3                | 35   | 14   |
| 1985              | «Десна» (Чернігів)         | D3                | 40   | 17   |
| 1986              | «Десна» (Чернігів)         | D3                | 31   | 5    |
| 1987              | «Десна» (Чернігів)         | D3                | 15   | 2    |
| 1988              | «Зірка» (Кіровоград)       | D3                | 2    | 1    |
| 1988              | «Цілиник» (Турткуль)       | D3                | 35   | 4    |
| 1989              | «Цілиник» (Турткуль)       | D3                | 38   | 8    |
| Усього за кар'єру | Усього за кар'єру          | Усього за кар'єру | 517  | 127  |